# 丘佩爾切尼鄉 (戈爾日縣)
44°56′N 23°01′E / 44.933°N 23.017°E
丘佩爾切尼鄉（羅馬尼亞語：Comuna Ciuperceni, Gorj），是羅馬尼亞的鄉份，位於該國西南部，由戈爾日縣負責管轄，面積70平方公里，海拔高度206米，2007年人口1,807，人口密度每平方公里26人。